# Run & Run
Run & Run è il singolo singolo dell'album A+ della cantante sudcoreana Hyuna.
La canzone è stata registrata nel 2015. La traccia è usata come intro dell'album ed è stata rilasciata come singolo il 14 settembre 2015 con un video.